# Coarnele Caprei
Coarnele Caprei là một xã thuộc hạt Iași, România. Dân số thời điểm năm 2002 là 3153 người.